# Jackie Pigeaud
Jackie Pigeaud (* 18. Mai 1937 in Saint-Hilaire des Loges; † 13. November 2016 in Orvault) war ein französischer Altphilologe (Latinist) und Medizinhistoriker.

## Leben und Werk
Er hatte eine Professur an der Universität Nantes inne und war Mitglied des Institut universitaire de France.
Sein Forschungsgebiet war die Beziehung von Körper und Seele in der Tradition des medizinischen Denkens und die Melancholie. Gemeinsam mit Jean-Paul Barbe gründete er 1994 die interdisziplinären « Entretiens de La Garenne Lemot »

## Schriften
- Poétiques du corps. Aux origines de la médecine. Les Belles Lettres, L’Age d’or, 2008, ISBN 2251420320
- Melancholia: Le malaise de l’individu. Payot, Manuels Payot, 2008, ISBN 2228901768.
- (Hrsg.), Théroigne de Méricourt, La Lettre-mélancolie. Lettre adressée en 1801 à Danton (mort en... 1794), transcripte par Jean-Pierre Ghersenzon. L’Éther Vague, Verdier, 2005.
- mit Alfrieda Pigeaud (Hrsg.): Les textes médicaux latins comme littérature. Actes du VIe colloque international sur les textes medicaux latins du ler au 3 septembre 1998 à Nantes. Nantes 2000.
- Mélancolie. In: Psychiatrie Française, vol. XXX, no. 3, 1999, pp. 149–154 Online-Version
- L’Art et le Vivant. Gallimard, 1995. ISBN 2-07-073135-9.
- mit José Oroz (Hrsg.): Pline l’Ancien témoin de son temps, Actes du Colloque de Nantes (22–26 octobre 1985). Salamanca/Nantes 1987 (= Bibliotheca Salmanticensis: Estudios. Band 87).
- La maladie de l’âme. Etude sur la relation de l’âme et du corps dans la tradition médico-philosophique antique. (Thèse de doctorat, veröffentlicht 1981), nachgedr. mit neuem Vorwort, Les Belles Lettres, Paris 2006, ISBN 2-251-32842-4.